# Quim Junyent
Pour les articles homonymes, voir Junyent.
Quim Junyent, né le 25 mars 2007 à Balsareny, est un footballeur espagnol qui joue au poste de milieu de terrain au FC Barcelone.

## Biographie

### Carrière en club
Né à Balsareny, dans la province de Barcelone en Catalogne espagnole, Quim Junyent est formé par le FC Barcelone, qu'il rejoint en 2016 en provenance du Club Gimnàstic de Manresa.
Il commence sa carrière professionnelle avec l'équipe reserve en championnat d'Espagne de troisième division lors de la saison 2024-2025, où il s'illustre également avec les moins de 19 ans en remportant la Youth League 2025,.

### Carrière en sélection
En juin 2025, Junyent est convoqué avec l'équipe d'Espagne des moins de 19 ans pour participer au Championnat d'Europe des moins de 19 ans qui a lieu en Roumanie.
L'Espagne l'emporte en demi-finale contre l'Allemagne, sur le score de 6-5 après des prolongations et un match riche en retournements,.

## Palmarès

### En club
FC Barcelone
- Youth League
  - Vainqueur en 2025

### En sélection
Espagne -19 ans
- Championnat d'Europe
  - Finaliste en 2025